# Маджини, Джованни Антонио
Джованни Антонио Маджини (итал. Giovanni Antonio Magini, 1555—1617) — итальянский картограф, астроном и математик. Известен изданием перевода «Географии» Клавдия Птолемея и подготовкой детального атласа карт итальянских провинций. Маджини первым предложил использовать запятую в качестве разделителя целой и дробной части десятичных дробей.
В честь учёного назван лунный кратер на видимой стороне Луны.

## Биография и научная деятельность
Родился в Падуе. В 1579 году закончил обучение философии в Болонском университете и решил посвятить себя астрономии. В 1588 году занял кафедру математики Болонского университета, на которую претендовал также молодой Галилей, однако руководство университета предпочло Маджини. Этот пост он занимал до кончины в 1617 году.
Маджини был знаком с гелиоцентрической системой Коперника, но отверг её и в сочинении Novæ cœlestium orbium theoricæ congruentes cum observationibus N. Copernici (1589) предложил собственный вариант геоцентрической системы из 11 вращающихся планетных сфер. Опубликовал также руководство по астрономическим наблюдениям, подробно комментированный перевод «Географии» Клавдия Птолемея (1596) и очень точные тригонометрические таблицы (1606). Вёл оживлённую переписку с Тихо Браге, Клавиусом, Абрахамом Ортелием, Кеплером и другими научными авторитетами того времени.
В качестве картографа Маджини подготовил издание фундаментального географического атласа Италии (Atlante geografico d'Italia), изданного посмертно его сыном в 1620 году. Работа над атласом потребовала больших расходов, которые Маджини компенсировал в значительной степени из собственного кармана; в частности, он исполнял обязанности придворного астролога при дворе мантуанского герцога Винченцо I Гонзага и обучал сыновей герцога математике. Кроме герцога, помощь в издании атласа оказали правители Мессины и Генуи. Маджини издал карты и других стран, в том числе одну из первых карт Московии.
Маджини, видимо, искренне верил в пользу астрологии, особенно в медицине, и защищал это убеждение в своей книге De astrologica ratione (Венеция, 1607).

## Труды
- Magini G.A. Ephemerides coelestium motuum. Venice, 1582.
- Magini G.A. Novae coelestium orbium Theoricae congruentes cum observationibus N. Copernici. Venice, 1589.
- Magini G.A. Tabula tetragonica, seu quadratorum numerorum cum suis radicibus. Venice, 1592.
- Magini G.A. De planis triangulis liber unicus et de dimitiendi ratione per quadrentem et geometricum quadratum libri quinque. Venice, 1592.
- Magini G.A. Geographiae universae. Venice, 1596.
- Magini G.A. Geografia cioe descrittione universale della Terra partita in due volumi, nel Primo de quali si contengono gli otto libri della Geografia di Tolomeo, nuovamente con singolare studio rincontrati & corretti. da Gio. Antonio Magini Padovano. Venice, Gio Batt. e Giorgio Galignani Fratelli, 1598. 512 p.
- Magini G.A. Ephemerides coelestium motuum. Venice, 1582.
- Magini G.A. Novae coelestium orbium Theoricae congruentes cum observationibus N. Copernici. Venice, 1589.
- Magini G.A. Tabula tetragonica, seu quadratorum numerorum cum suis radicibus. Venice, 1592.
- Magini G.A. De planis triangulis liber unicus et de dimitiendi ratione per quadrentem et geometricum quadratum libri quinque. Venice, 1592.
- Magini G.A. Geographiae universae. Venice, 1596.
- Magini G.A. Tabulae novae iuxta Tychonis rationes elaboratae quibus directionum conficiendar, brevior ac facilior quam unquam antchac a nemine ars traditur. Venice, 1604.
- Magini G.A. Tabulae primi mobilis, quas directionum vulgo dicunt. Venice, 1604.
- Magini G.A. Continuatio ephemeridum coelestium motuum. Venice, 1606.
- Magini G.A. De astrologica ratione. Venetiis: Apud D. Zenarii, 1607.
- Magini G.A. Ephemeridum coelestium motuum, ad anno Domini 1608 usque ad annum 1630. Frankfurt, 1608.
- Magini G.A. Tabulae generales ad Primum Mobile spectantes, et primo quidem  sequitur magnus canon mathematicus. Bologna, 1609.
- Magini G.A. Breve instruttione sopra l’appa renze et mirabili effetti dello specchio concavo sferico Bologna, 1611.
- Magini G.A. Geographiae universae. Venice, 1616.
- Magini G.A. Italia data in luce da Fabio il suo figliolo. Bononia. 1620. 120 p.

См. также оцифрованные труды и портреты Маджини:
- Online Galleries, History of Science Collections, University of Oklahoma Libraries